# La Chapelle-d'Abondance
La Chapelle-d'Abondance és un municipi francès situat al departament de l'Alta Savoia i a la regió d'Alvèrnia-Roine-Alps. L'any 2007 tenia 779 habitants.

## Demografia

### Població
El 2007 la població de fet de La Chapelle-d'Abondance era de 779 persones. Hi havia 332 famílies de les quals 132 eren unipersonals (68 homes vivint sols i 64 dones vivint soles), 68 parelles sense fills, 112 parelles amb fills i 20 famílies monoparentals amb fills.
La població ha evolucionat segons el següent gràfic:
Habitants censats

### Habitatges
El 2007 hi havia 1.379 habitatges, 344 eren l'habitatge principal de la família, 1.010 eren segones residències i 24 estaven desocupats. 352 eren cases i 1.021 eren apartaments. Dels 344 habitatges principals, 208 estaven ocupats pels seus propietaris, 101 estaven llogats i ocupats pels llogaters i 36 estaven cedits a títol gratuït; 33 tenien una cambra, 53 en tenien dues, 103 en tenien tres, 78 en tenien quatre i 78 en tenien cinc o més. 297 habitatges disposaven pel capbaix d'una plaça de pàrquing. A 173 habitatges hi havia un automòbil i a 131 n'hi havia dos o més.

### Piràmide de població
La piràmide de població per edats i sexe el 2009 era:
| Homes | Edats   | Dones |
| ----- | ------- | ----- |
| 0     | 95 o +  | 0     |
| 0     | 90 a 94 | 0     |
| 0     | 85 a 89 | 4     |
| 0     | 80 a 84 | 8     |
| 8     | 75 a 79 | 16    |
| 8     | 70 a 74 | 8     |
| 16    | 65 a 69 | 12    |
| 20    | 60 a 64 | 24    |
| 20    | 55 a 59 | 12    |
| 20    | 50 a 54 | 24    |
| 16    | 45 a 49 | 36    |
| 44    | 40 a 44 | 32    |
| 32    | 35 a 39 | 32    |
| 20    | 30 a 34 | 24    |
| 32    | 25 a 29 | 28    |
| 24    | 20 a 24 | 16    |
| 32    | 15 a 19 | 16    |
| 44    | 10 a 14 | 32    |
| 32    | 5 a 9   | 16    |
| 24    | 0 a 4   | 0     |

## Economia
El 2007 la població en edat de treballar era de 552 persones, 439 eren actives i 113 eren inactives. De les 439 persones actives 433 estaven ocupades (243 homes i 190 dones) i 6 estaven aturades (3 homes i 3 dones). De les 113 persones inactives 31 estaven jubilades, 36 estaven estudiant i 46 estaven classificades com a «altres inactius».

### Ingressos
El 2009 a La Chapelle-d'Abondance hi havia 335 unitats fiscals que integraven 776,5 persones, la mediana anual d'ingressos fiscals per persona era de 18.921 €.

### Activitats econòmiques
Dels 153 establiments que hi havia el 2007, 4 eren d'empreses alimentàries, 3 d'empreses de fabricació d'altres productes industrials, 18 d'empreses de construcció, 12 d'empreses de comerç i reparació d'automòbils, 47 d'empreses d'hostatgeria i restauració, 3 d'empreses d'informació i comunicació, 2 d'empreses financeres, 15 d'empreses immobiliàries, 9 d'empreses de serveis, 39 d'entitats de l'administració pública i 1 d'una empresa classificada com a «altres activitats de serveis».
Dels 33 establiments de servei als particulars que hi havia el 2009, 1 era un taller de reparació d'automòbils i de material agrícola, 3 paletes, 7 fusteries, 5 lampisteries, 3 electricistes, 2 empreses de construcció, 9 restaurants, 2 agències immobiliàries i 1 tintoreria.
Dels 9 establiments comercials que hi havia el 2009, 1 era un hipermercat, 1 un supermercat, 2 botiges de menys de 120 m², 3 fleques, 1 una llibreria i 1 una botiga de mobles.
L'any 2000 a La Chapelle-d'Abondance hi havia 23 explotacions agrícoles que ocupaven un total de 506 hectàrees.

## Equipaments sanitaris i escolars
L'únic equipament sanitari que hi havia el 2009 era una farmàcia.
El 2009 hi havia una escola elemental.

## Poblacions properes
El següent diagrama mostra les poblacions més properes.